# Wawona
Pour les articles homonymes, voir Wawona (homonymie).
Wawona est une census-designated place américaine du comté de Mariposa, en Californie. Elle est située dans le parc national de Yosemite. Elle abrite notamment le Big Trees Lodge, soit l'ancien Wawona Hotel, mais aussi une station des rangers du parc et le Pioneer Yosemite History Center, un musée en plein air.

## Démographie
| 2000 | 2010 | - | - | - | - |
| ---- | ---- | - | - | - | - |
| 89   | 169  | - | - | - | - |